# Мешовити хор „Свети Роман Слаткопојац”
Мешовити хор „Свети Роман Слаткопојац“ при храму Светог апостола Павла, основан је фебруара 2006. године. Пре тога је постојао дечји хор са истим именом који је успешно учествовао у Светим литургијама, али је после неколико година престао са радом. После паузе од две године основан је садашњи мешовити хор под диригентским вођством ђакона проф. Петра Којића. Окосницу Хора у почетку чине бивши чланови дечјег хора, који су у међувремену стасали као певачи, а касније како је хор напредовао у раду и почео да пева на светим Литургијама, број чланова од десетак увећао се на преко тридесет певача.
Хор редовно одржава пробе три пута недељно и учествује у богослужењима. Од септембра 2006. године, доласком за диригента госпође Евгеније Владимировне Којић, хор добија нову запажену физиономију уметничке интерпретације, обогаћује свој програм и и за кратко време свог постојања остварује несвакидашњ успех у земљи и иностранству. Само у току последњих годину дана, хор је имао 24 наступа, а од тога дванаест целовечерњих концерата на разним сценама, како у земљи, тако и у иностранству. Концерти су одржани у Градској кући у Новом Саду, Синагоги, Музеју Града Новог Сада, Музеју Војводине, Природњачком музеју, Дому Војске Србије, Гимназији „Јован Јовановић Змај“, Матици српској итд. 
Чланови хора су ученици и студенти Новосадског универзитета. 
У периоду од 15. до 26. јула 2007. године, хор је са огромним успехом, по позиву, гостовао у Украјини и Русији. Посетивши Кијево – печерску лавру, хор је наступао у Кијеву и области Ростова на Дону, престоници донских козака, Новочеркаску, Ростову, Шахтију... Гостовање хора је пропраћено са неуобичајено великом медијском пажњом. Наиме, пет телевизијских станица, 13 часописа и новина је писало о хору, међу којима и московски часопис „Култура“. Радио Русија, студио у Ростову је три радио емисије озбиљне музике „Музички салон“, коју води професор Ростовског конзерваторијума, Наталија Мешчерјакова, посветио нашем хору. Хор је добио позив за поновно гостовање у Ростову на Дону на међународном фестивалу „Певачи трећег миленијума“. Исто тако, најстарија музичка институција Русије, Сверуско музичко друштво, почело је сарадњу са хором и изразило жељу да нашем хору организује гостовање и концерте у Москви. 
Почетком маја, хор је гостовао у Будимпешти где је одржао два концерта и учествовао на Литургији поводом храмовне славе у Српској православној цркви у Будимпешти. Концерт је одржан у храму Успенија пресвете Богородице, који припада Мађарској православној цркви а под јуридистикцијом је Московске патријаршије. Концерту је присуствовао и епископ Иларион (Алфеев), познати теолог и композитор. Од 24. до 30. децембра 2008. године хор је успешно наступао у Бечу, Нирнбергу и Минхену. Осим концерата певао је и на две Свете Архијерејске Литургије. 
За Божић 2009. године успешно је снимио једночасовну емисију духовне музике за Телевизију Јесењин. Ова емисија је само током јануара репризирана четири пута. Мешовити хор младих „Свети Роман Слаткопојац“ из Петроварадина је хор пред којим, уз помоћ Божију и разумевање добронамерних поклоника хорске музике, стоји извесна и лепа будућност.
У јулу 2010. године, хор је поново посетио Украјину и Русију, а у новембру је одржао годишњи концерт у новосадској синагоги. Наредне, 2011 године хор је био домаћин пријатељском руском хору храма Светог Александра Невског из Новочеркаска. Уследили су наступи у Музеју Војводине, Новосадском клубу, Ади, Сомбору... У септембру исте године хор путује у Будву, а у новембру одржава годишњи концерт у Синагоги.
2013. година почиње гостовањем хора у Будимпешти, потом у фебруару у Словенији, а у мају хор држи турнеју по Русији. Хор Свети Роман Слаткопојац држи концерте у Нижњем Новгороду, Сарову, Москви... Дана 15. новембра одржан је годишњи концерт у Синагоги поводом 250 година Шајкашког батаљона.
Следеће 2014. године хор је учествовао на смотри хорова у Черевићу  18. новембар, гостовао је у Словенији 13. и 14. октобар, Врњачкој Бањи и Трстенику 14. и 15. јул и одржао неколико хуманитарних концерата.
Наредну, 2015. годину су обележили наступи Концерт Мокрањцу у спомен, промоција књиге о петријарху Павлу СНП, Хуманитарни концерт и бал у хотелу Парк, Васкршњи концерт Градска кућа, сајам туризма, хол Извршног већа и Конгрес медицинара.
У 2016. години хор слави десет година постојања и обележиће овај јубилеј бројним концертима.